# Albert Ruyl
Albert Cornelis Ruyl was een Nederlandse koopman en diplomaat ten tijde van de Republiek der Zeven Verenigde Nederlanden. Hij vertaalde tevens de Bijbel naar het Maleis.

## Biografie
Albert Ruyl was afkomstig uit Enkhuizen en was een van de eerste Nederlandse kooplieden in Indië. Hij was onderkoopman op de Vierde Schipvaart van de Oude Compagnie, onder leiding van Jacob van Neck. De schepen Haarlem en Leiden probeerden op die tocht handel te drijven bij Tourane (het huidige Đà Nẵng in Vietnam) en Ruyll was een van de twee kooplieden die gedurende 1602 hierover onderhandelden met de plaatselijke vorst.
In 1612 werd in de Republiek het boek  "Spieghel van de "Malaijsche tale, in de welcke sich die Indiansche jeucht Christelijck "ende vermaeckelijck kunnen oefenen enz. met een vocabularium van de "Duijtsche ende Malaijsche tale, dienstich voor alle liefhebbers derselven gepubliceerd dat van zijn hand was. Nadien hield Ruyl zich bezig met het vertalen van de Evangeliën. In 1629 kwam het Evangelie van Matteus uit in het Maleis en later dat jaar ook het Evangelie van Marcus. Beide vertalingen werden in de Republiek gepubliceerd. De overige evangeliën werden vertaald door Jan Van Hasel.
Daarnaast was hij ook actief als diplomaat. In 1622 werd Ruyl door de Staten-Generaal naar Barbarije gestuurd om aldaar Nederlandse slaven vrij te kopen. Op 1 december 1622 kwam hij aan in de haven van Salé en aanvankelijk gingen zijn onderhandelingen met de gouverneur niet goed. Twee weken na zijn aankomst kwam Moerad Raïs aan in de stad en met zijn hulp wist Ruyl de tot slaaf gemaakte Nederlanders vrij te krijgen.